# アイメス橋
アイメス橋（あいめすばし、英語: Imes Bridge)は、アイオワ州マディソン郡にある木製の屋根付橋。 1870年に建てられ、当初はアイオワ州のデモイン川の支流であるミドルリバーに設置されていたが、1887年にClinton Creekに移送され、1977年に現在の場所に再び移された。マディソン郡に残っている屋根付き橋の中で最も古い。1976年にアメリカ合衆国国家歴史登録財に指定された。 1997年に31,807ドルをかけて改装工事が行われた。